# طلا(III) فلوئورید
فلوئورید طلا(III) (به انگلیسی: Gold(III) fluoride) با فرمول شیمیایی AuF۳ یک ترکیب شیمیایی با شناسه پاب‌کم ۵۴۶۰۵۳۲ است. که جرم مولی آن ۲۵۳٫۹۶۲ g/mol می‌باشد. شکل ظاهری این ترکیب، بلورهای دستگاه بلوری هگزاگونال زرد و نارنجی است.